# トランス・レイヴ・ドーターズ
トランス・レイヴ・ドーターズ（Trance-Rave Daughters）は、日本のガールズDJデュオ。DJアゲハと香港リルによるトランス・ユニット。「ゴアパン名人（Goa-Pants Meijin）」の別名を持つ。

## 概要
ともに1980年生まれ。1994年、日本の伝説的レイヴ・バンド、ファー・イースト・アシッド・ハウス・クワルテットの野外レイヴ・パーティに偶然参加、衝撃を受ける。
彼らへのリスペクトから、高校入学時の1995年頃より、各地のクラブ、野外レイヴ・パーティなどでDJ活動を開始。トランスの世界へ入った。結成当初はルーズソックス・ドーターズ（Loose Socks Daughters）というユニット名であった。
のちに、「ゴアパン名人（Goa-Pants Meijin）」の別ユニット名義でも活動していたが、これは、二人ともいわゆるゴアパン（サイケデリックトランスの野外パーティなどでしばしば着用される、幻覚のような色彩をあしらったレイヴ・ウェア「ゴア・パンツ」の略称）をプレイ時に常に着用していたことから来ている。
2000年頃よりトランス・レイヴ・ドーターズ（Trance-Rave Daughters）名義に定着した。
この頃より、日本をはじめ、アジア、ヨーロッパ、オーストラリアなどの世界各地のレイヴ・パーティにDJ出演。とりわけインドやネパールには、彼女たち自身がトラヴェラーとしてよく通っており、縁が深かった。
ハルシノジェン、ファー・イースト・アシッド・ハウス・クワルテットなどに影響を受けており、初期のプレイリストは、サイケデリックトランス、ゴアなどが主体であったが、ジャンルの幅を次第に広げて現在に至る。
芙苑晶プロデュースにより、2000年、「Moog Trance Universe」でニューヨーク州のレーベル Nerve Nets Records よりアーティスト・デビュー。初のオリジナル曲も披露した。
リミックス・アーティストとしては、おもに幻覚植物研究所、ファー・イースト・アシッド・ハウス・クワルテット、芙苑晶、Hypnotic Twin など、ラヴァランプ・レコーズ（アメリカ、ワシントン州）系のアーティストの作品をよくリミックスしている。

## ディスコグラフィー
- 『Moog Trance Universe』　　（2000年）
- 『恍惚的宇宙論/トランス・レイヴ・コスモロジー（Trance-Rave Cosmology）』　　（2007年）

（芙苑晶 with トランス・レイヴ・ドーターズ）

## メンバー
- DJアゲハ （DJ Ageha）（1980年 -）
- 香港リル （Hong Kong Lil）（1980年 -）

## 参照項目
- ファー・イースト・アシッド・ハウス・クワルテット
- 芙苑晶
- 幻覚植物研究所
- ハルシノジェン